# Торо (фонарь)
Торо (яп. 灯籠) или 灯篭, 灯楼 то:ро:, «корзина света», «башня света») — традиционный японский светильник, сделанный из камня, дерева или металла. Как и многие другие элементы традиционной японской архитектуры, он имеет китайское происхождение. В Японии торо обычно использовались возле буддистских храмов, где они устанавливались в линию и освещали дорожки

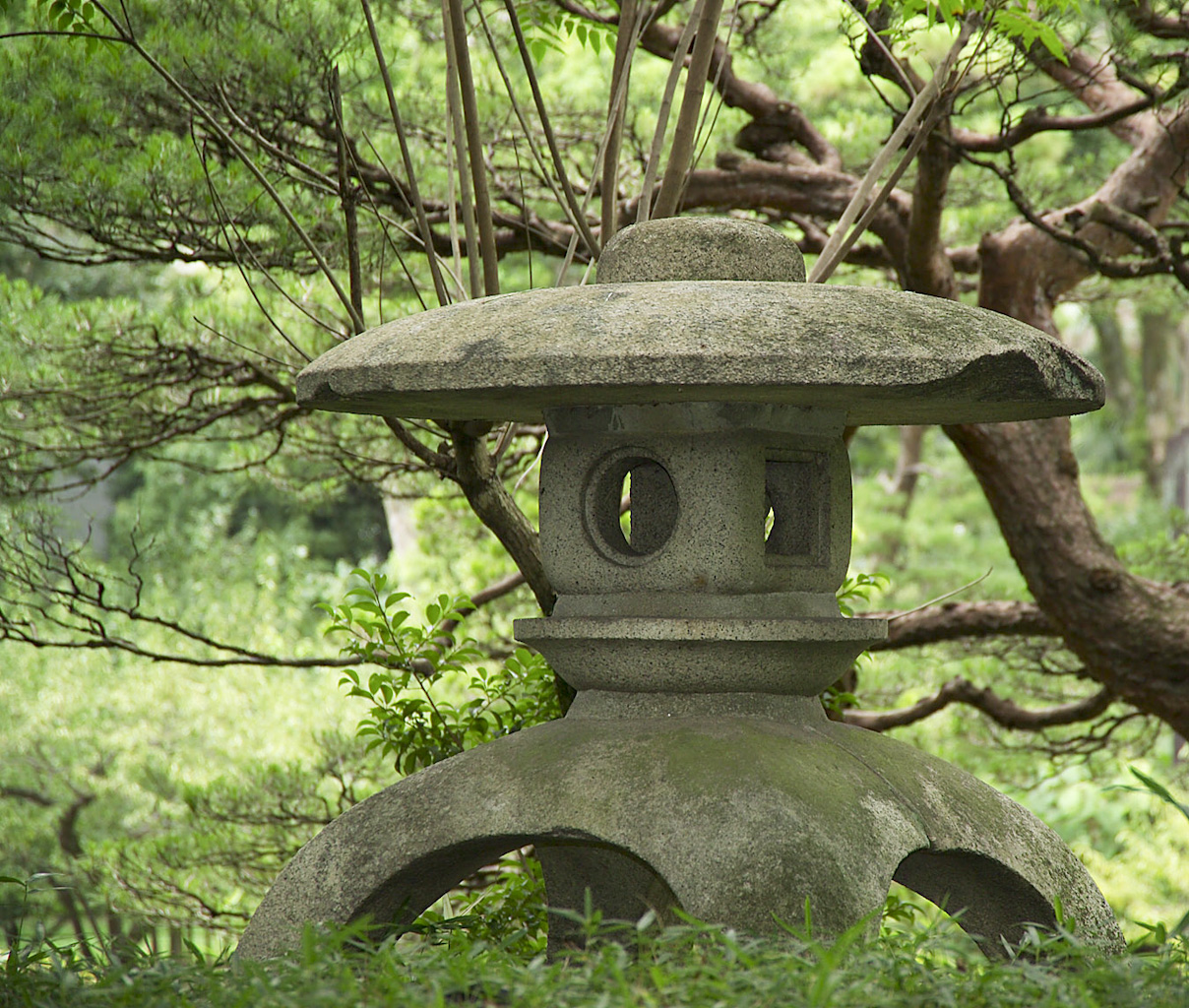
Торо в саду Суккэй-эн

В течение периода Хэйан (794—1185) они стали использоваться возле синтоистских святилищ, а также в частных домах.
Самые старые из сохранившихся бронзовых и каменных светильников могут быть найдены в Наре. В храме Тайма-дэра есть каменный светильник периода Нара.
В течение периода Адзути-Момояма (1568—1600) каменные светильники стали популярны благодаря мастерам чайных церемоний, которые использовали их для украшения садов. Вскоре они же начали изобретать новые разновидности светильников для своих нужд. В современных садах и парках они имеют чисто декоративное назначение и располагаются поближе к дорожкам, воде или стенам здания.

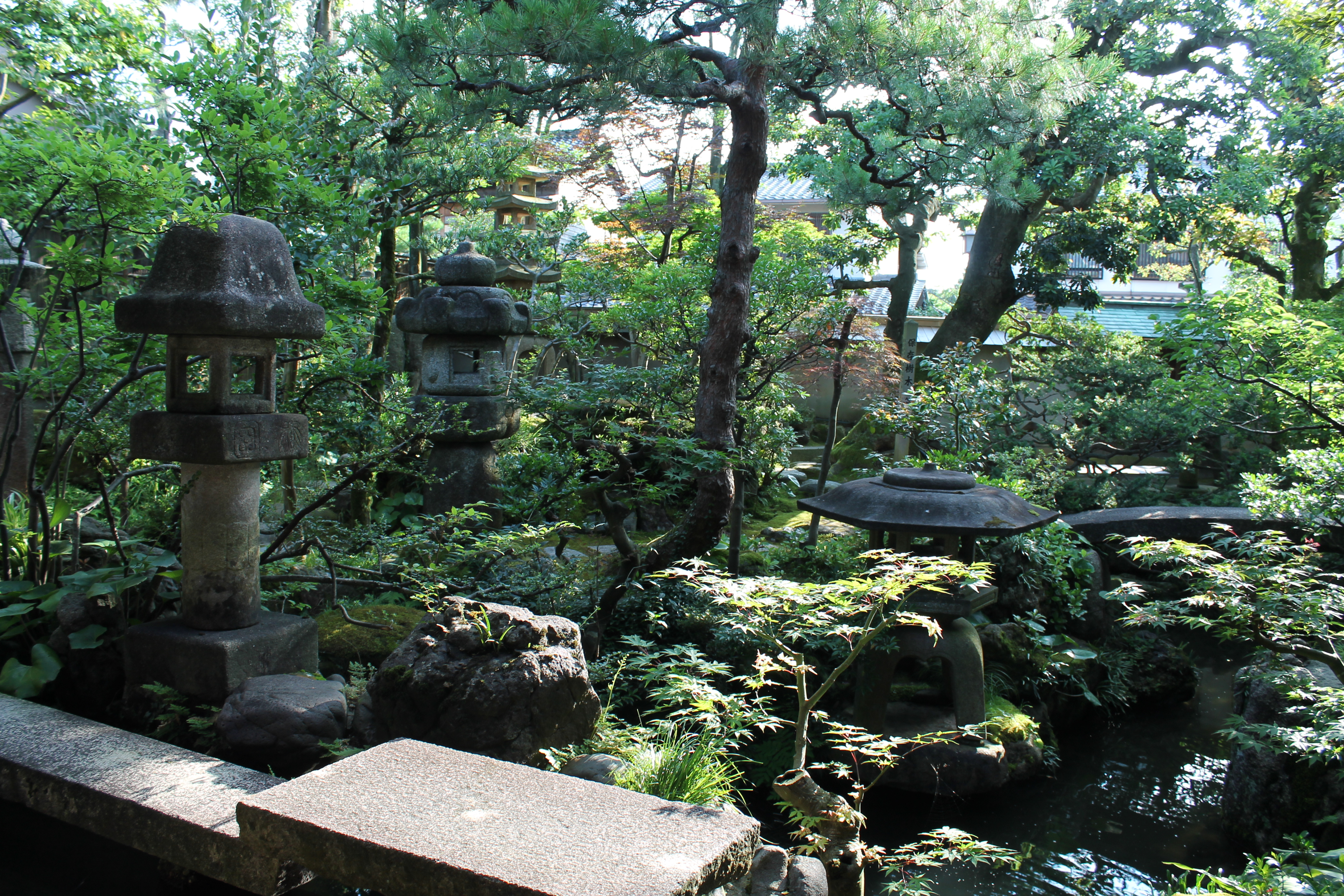
Фонари торо в саду дома-музея самураев, Канадзава, Япония.

Tоро можно поделить на два главных типа: цури-доро (яп. 釣灯籠・掻灯・吊り灯籠 подвесная лампа), которые обычно подвешивались под карнизом крыши, и дай-доро (яп. 台灯籠 лампа на платформе), которые использовались в садах и вдоль подходов к сандо храма или святилища. Два наиболее часто встречающихся типа дай-доро — это бронзовый или каменный светильник, который выглядит как светильник с ножками, расположенный на пьедестале.
По материалу из которого изготовлены, наземные фонари делятся на каменные (иси-торо), металлические (киндзоку-торо) и деревянные (томаягата-торо).

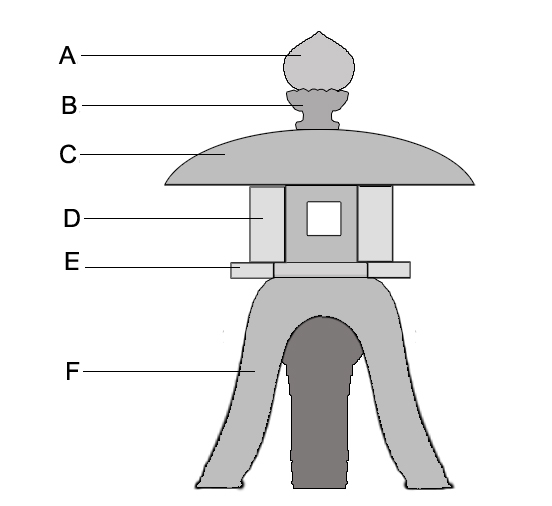
Схема каменного светильника. A. Ходзю или хосю, B. Укэбана, C. Каса, D. Хибукуро, E. Тюдай, F. Сао.

## Галерея

### Подвесные светильники

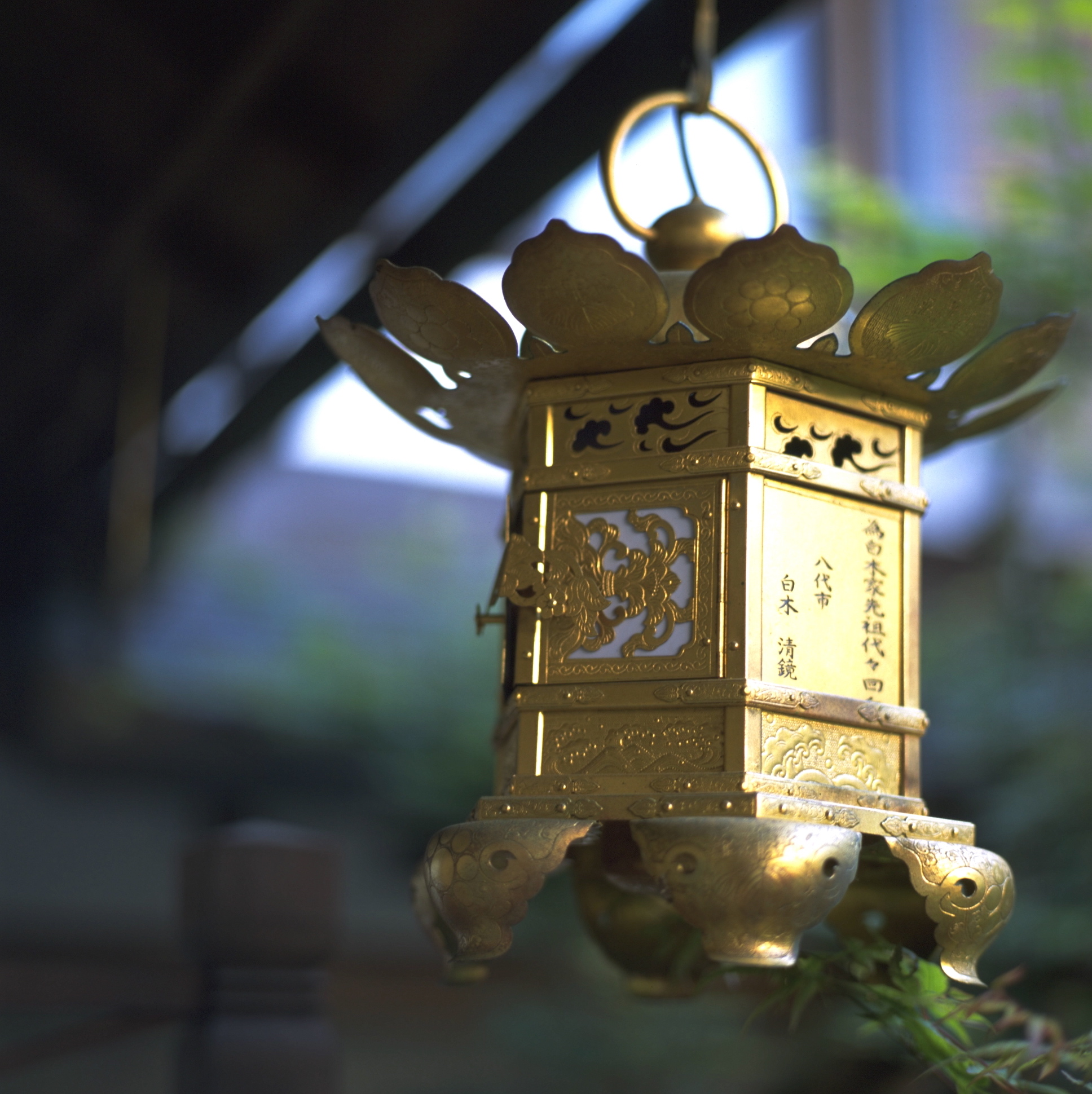
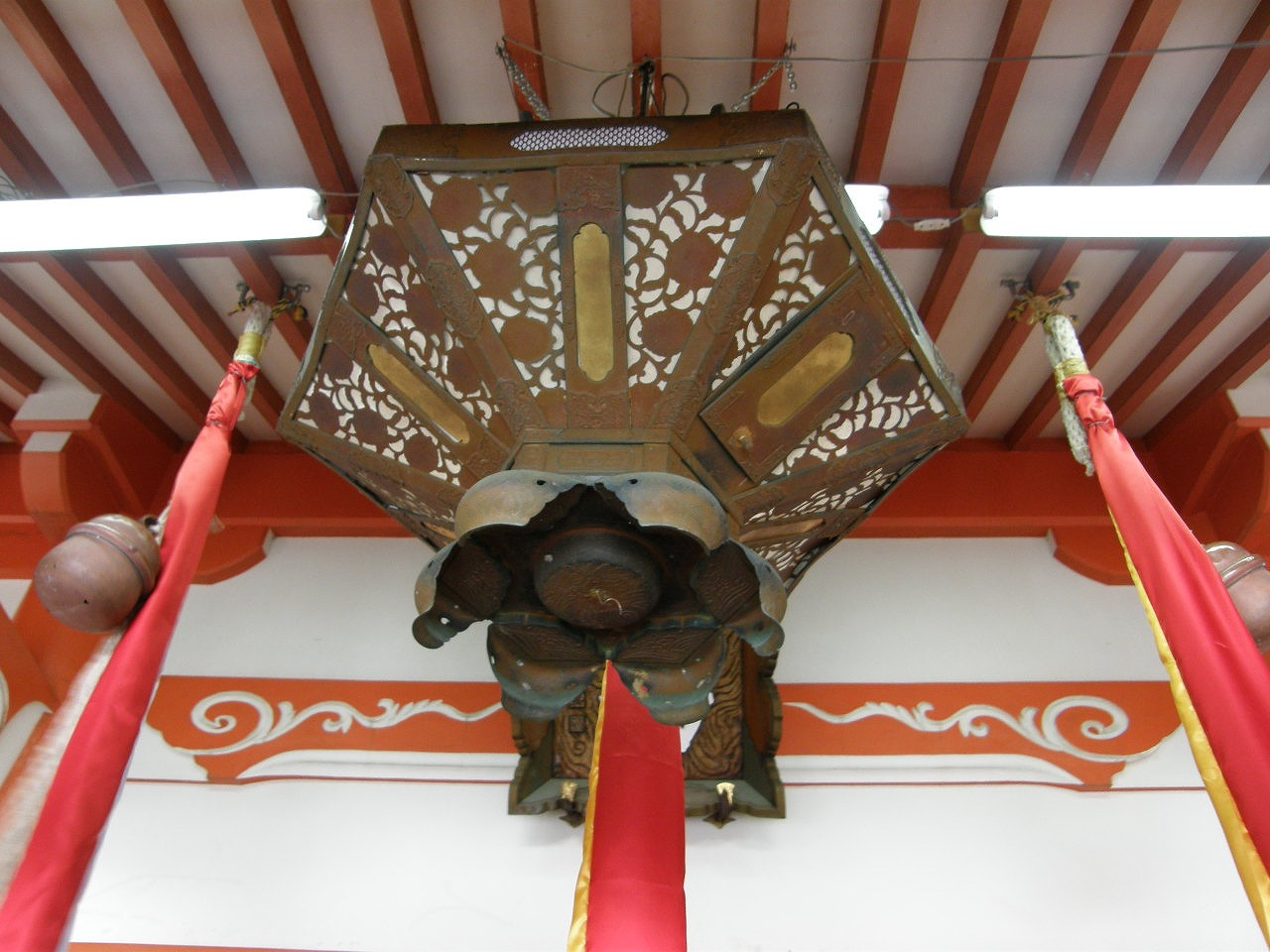
Шестиугольный подвесной светильник
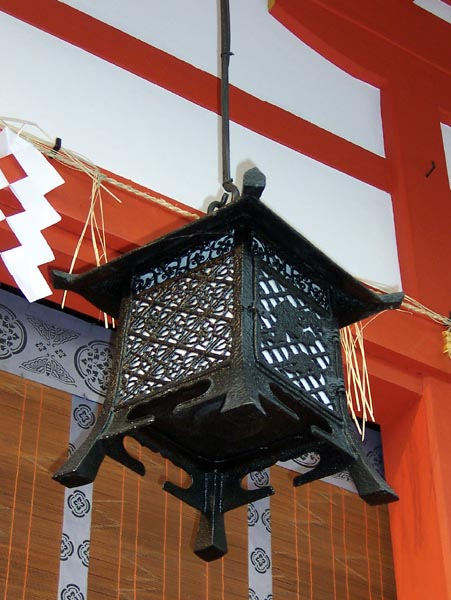
Подвесной светильник в храме Фусими Инари
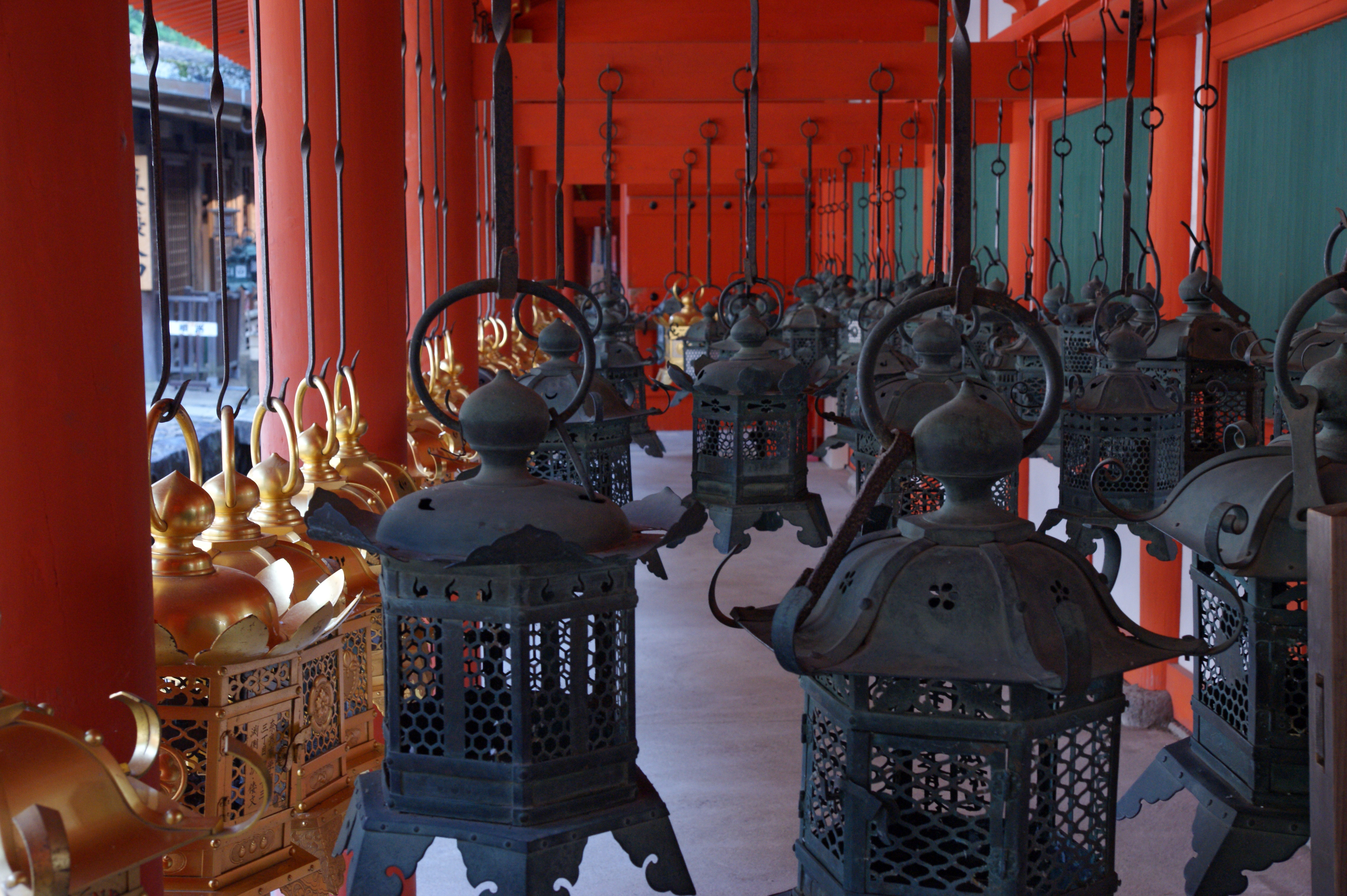

### Бронзовые светильники

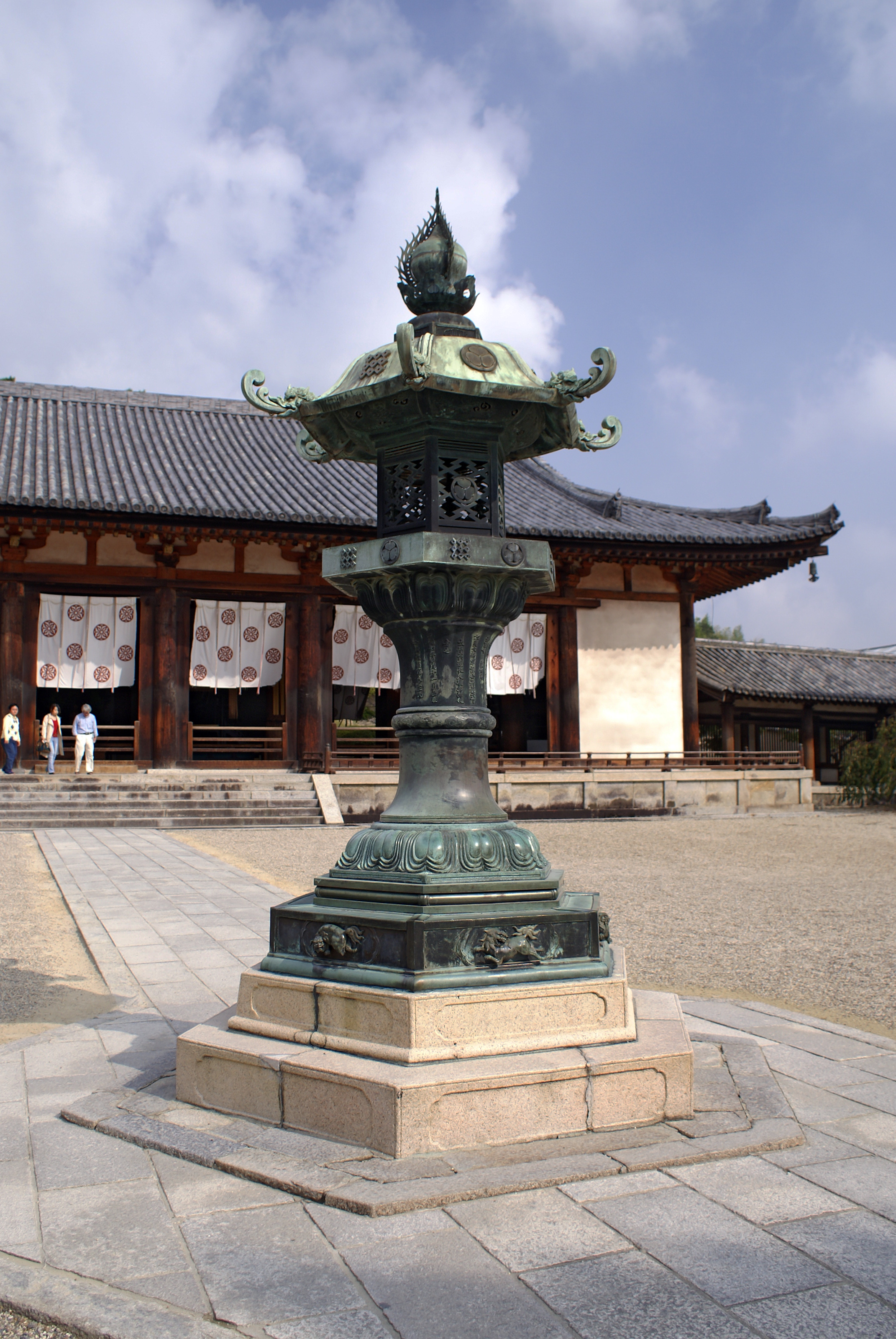
Бронзовый светильник в Хорю-дзи
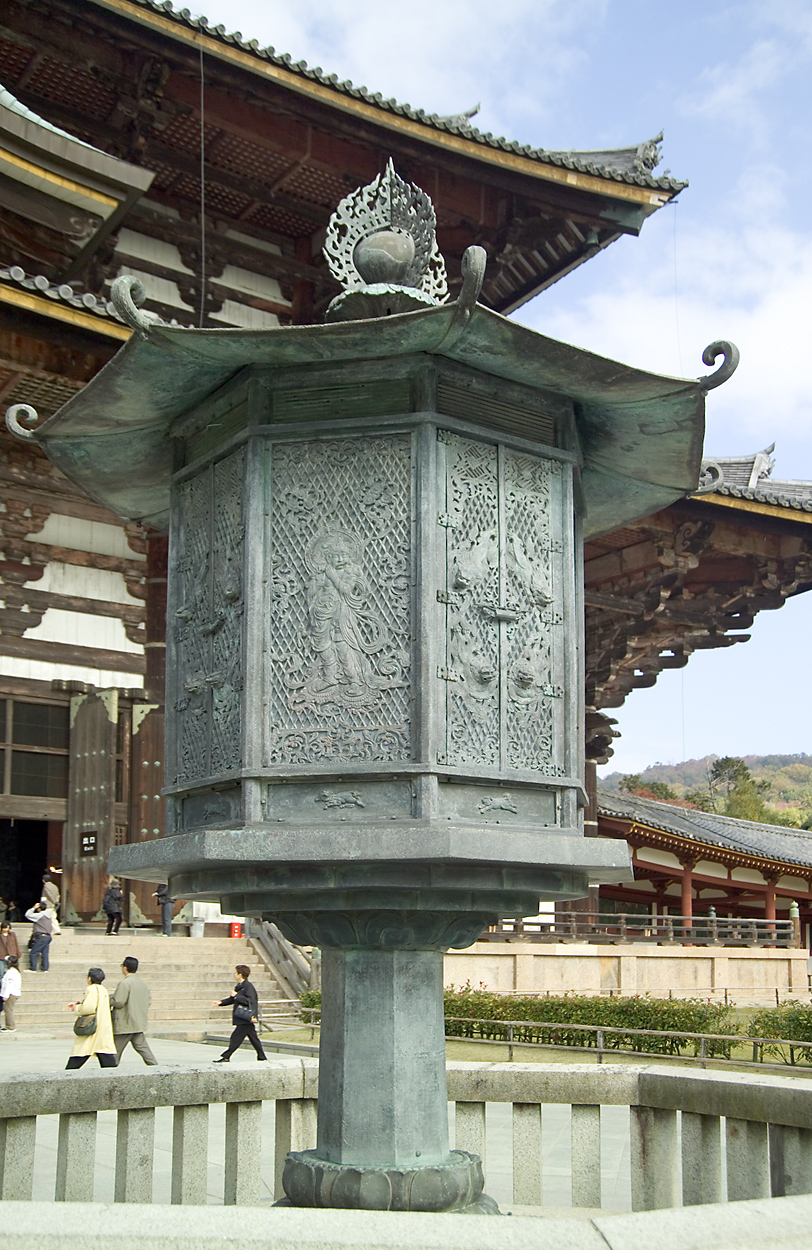
Бронзовый светильник в Тодай-дзи (Национальное достояние)
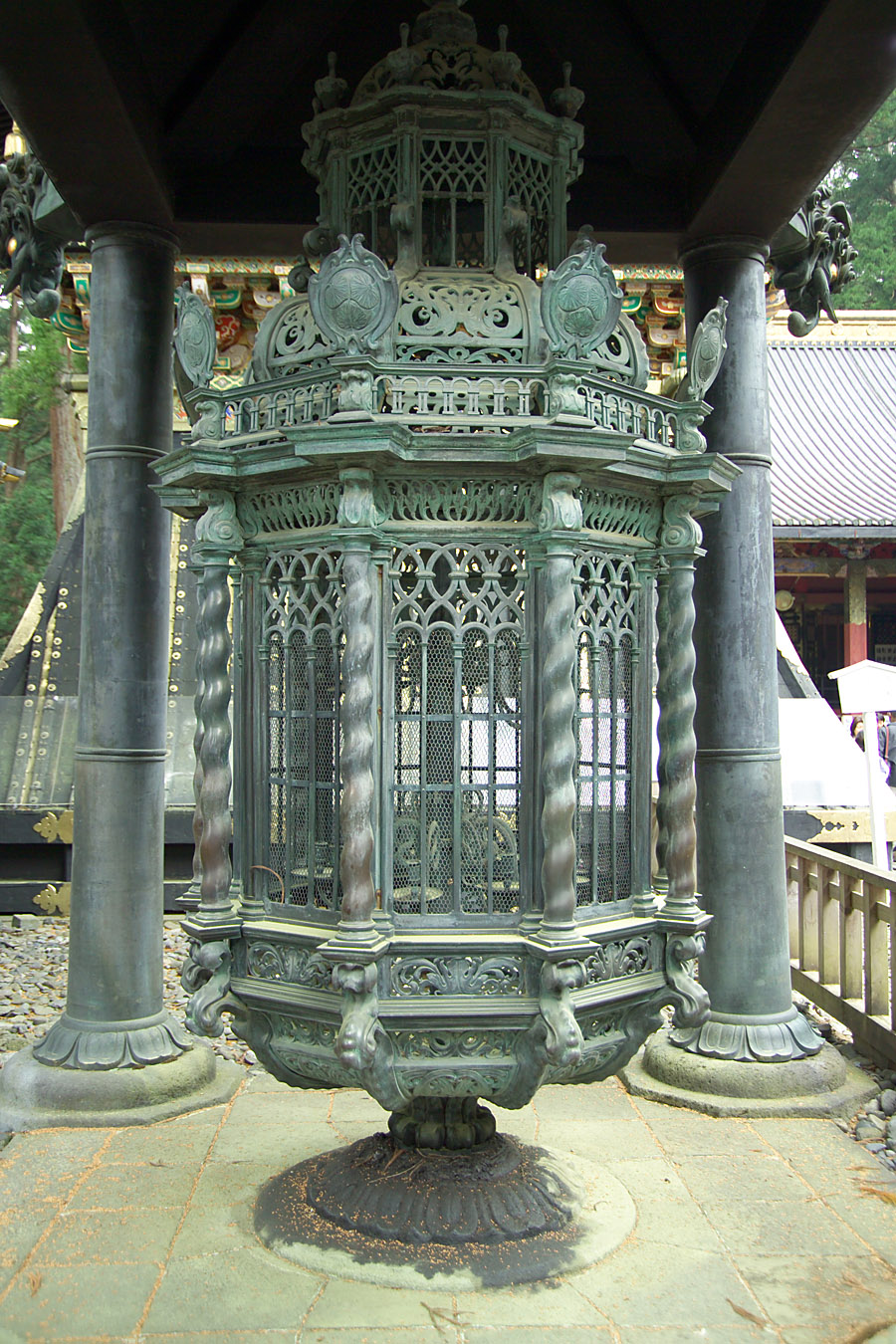
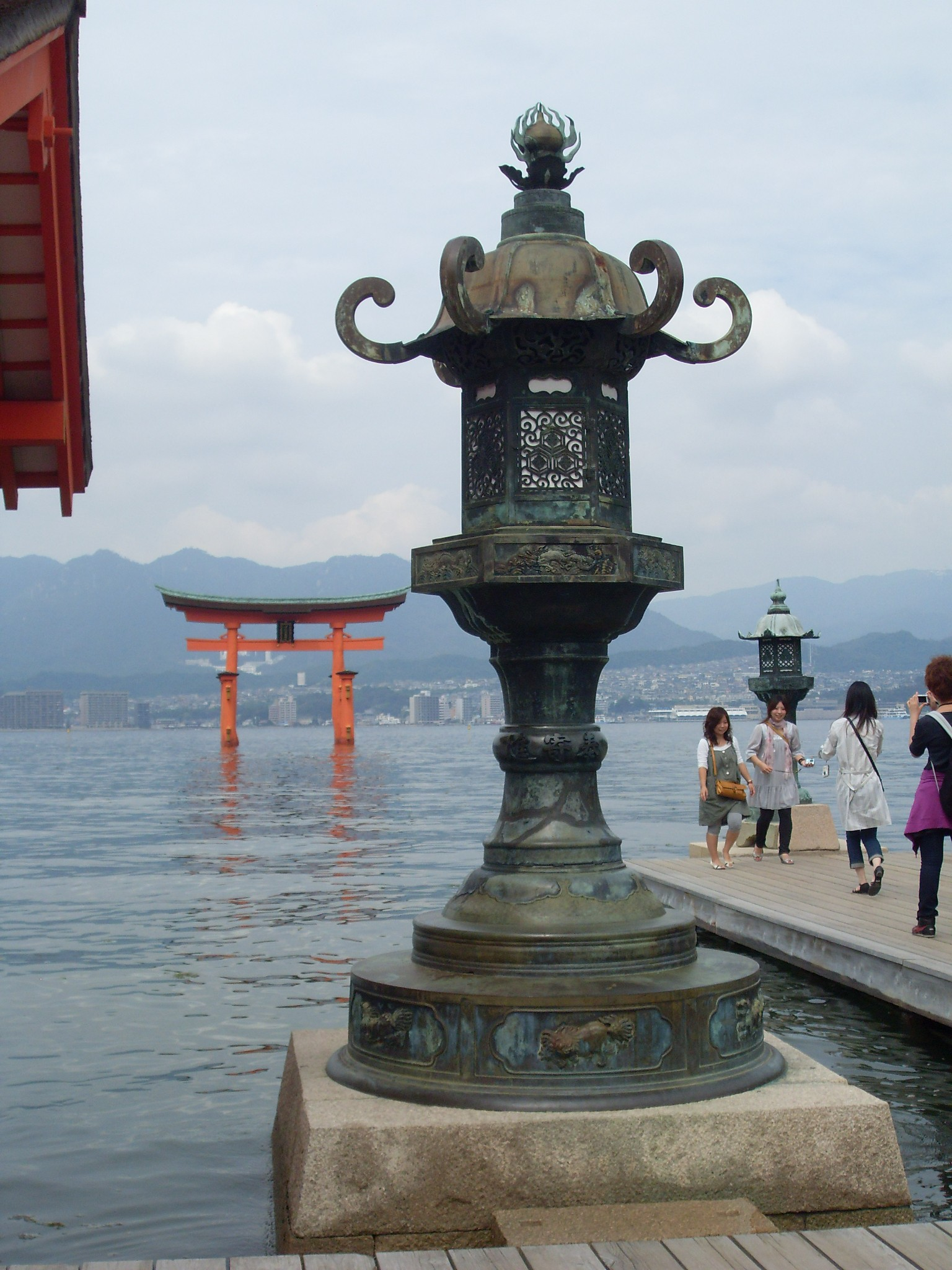
Бронзовый светильник в святилище Ицукусима

### Каменные светильники

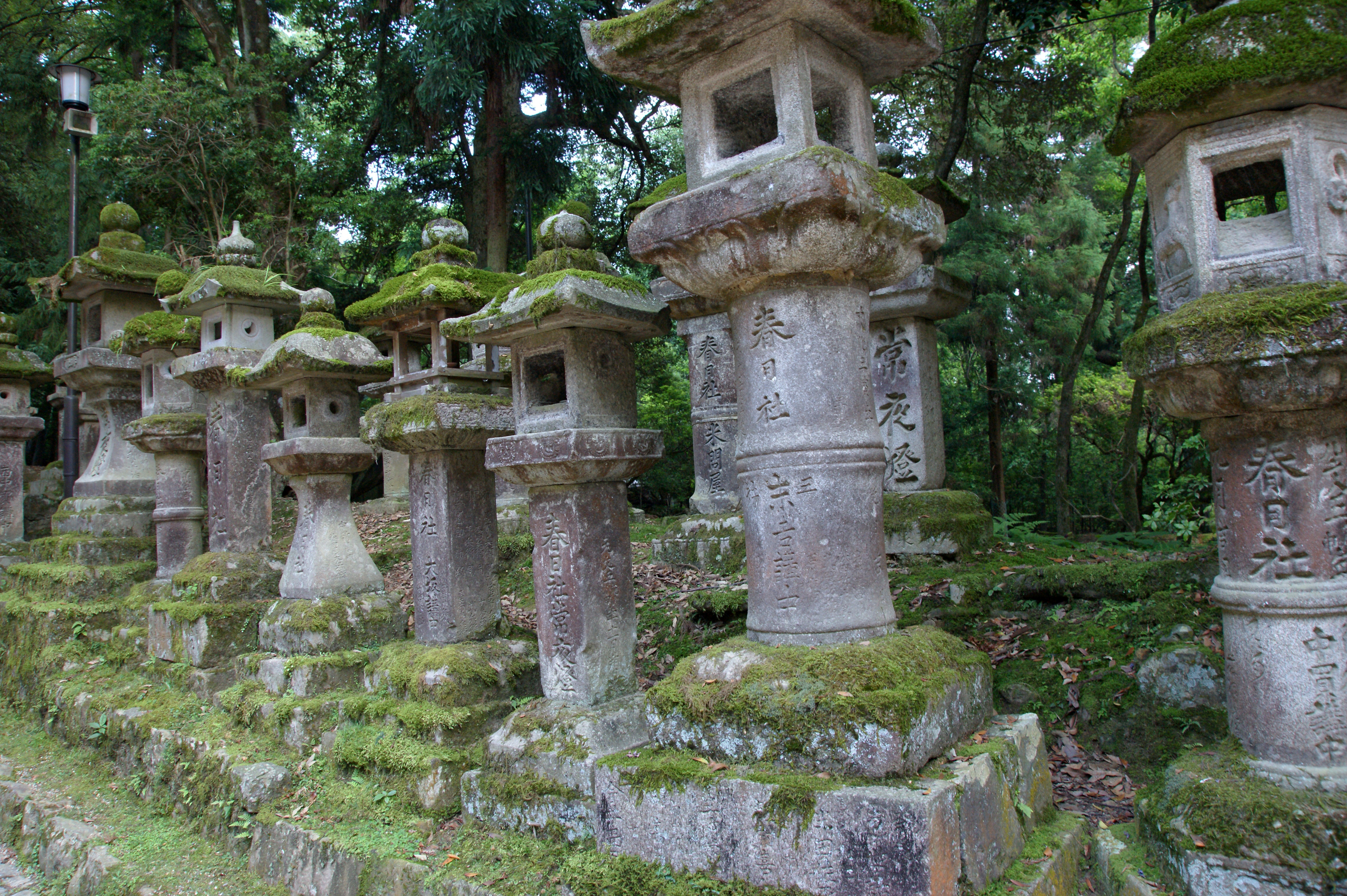
'
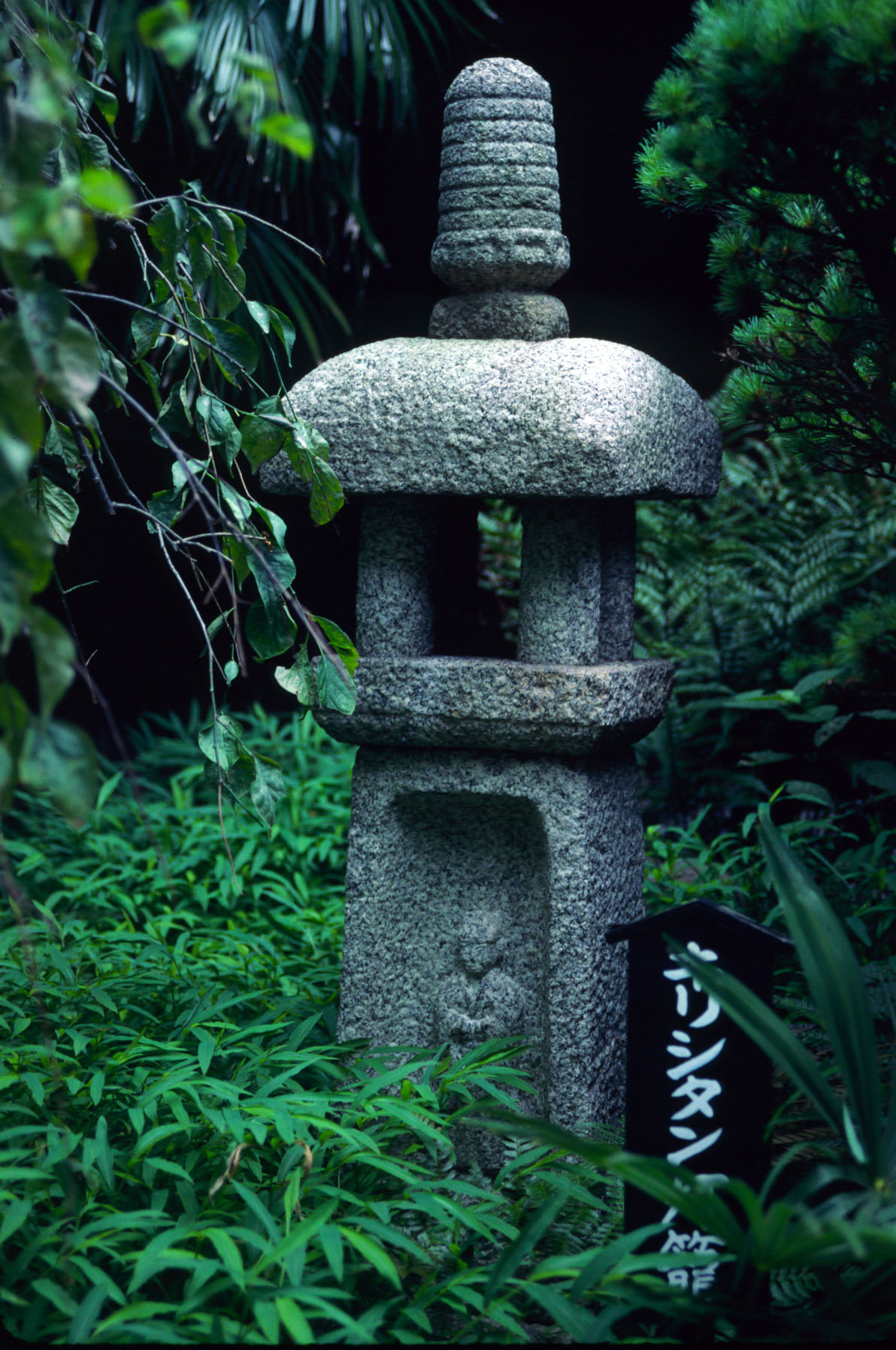
Кириситан-доро
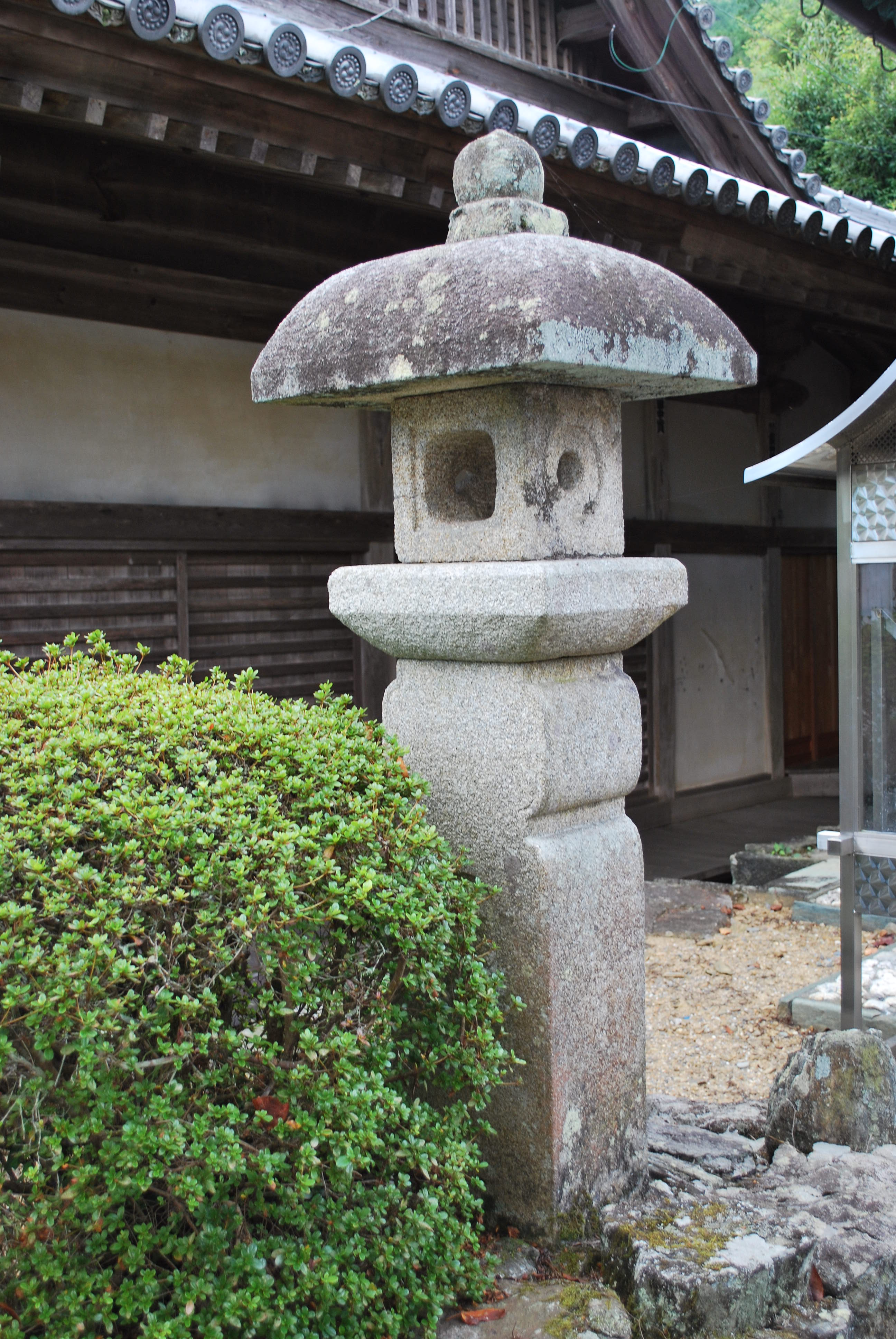
Икэкоми-доро (тип «Кириситан-доро»)
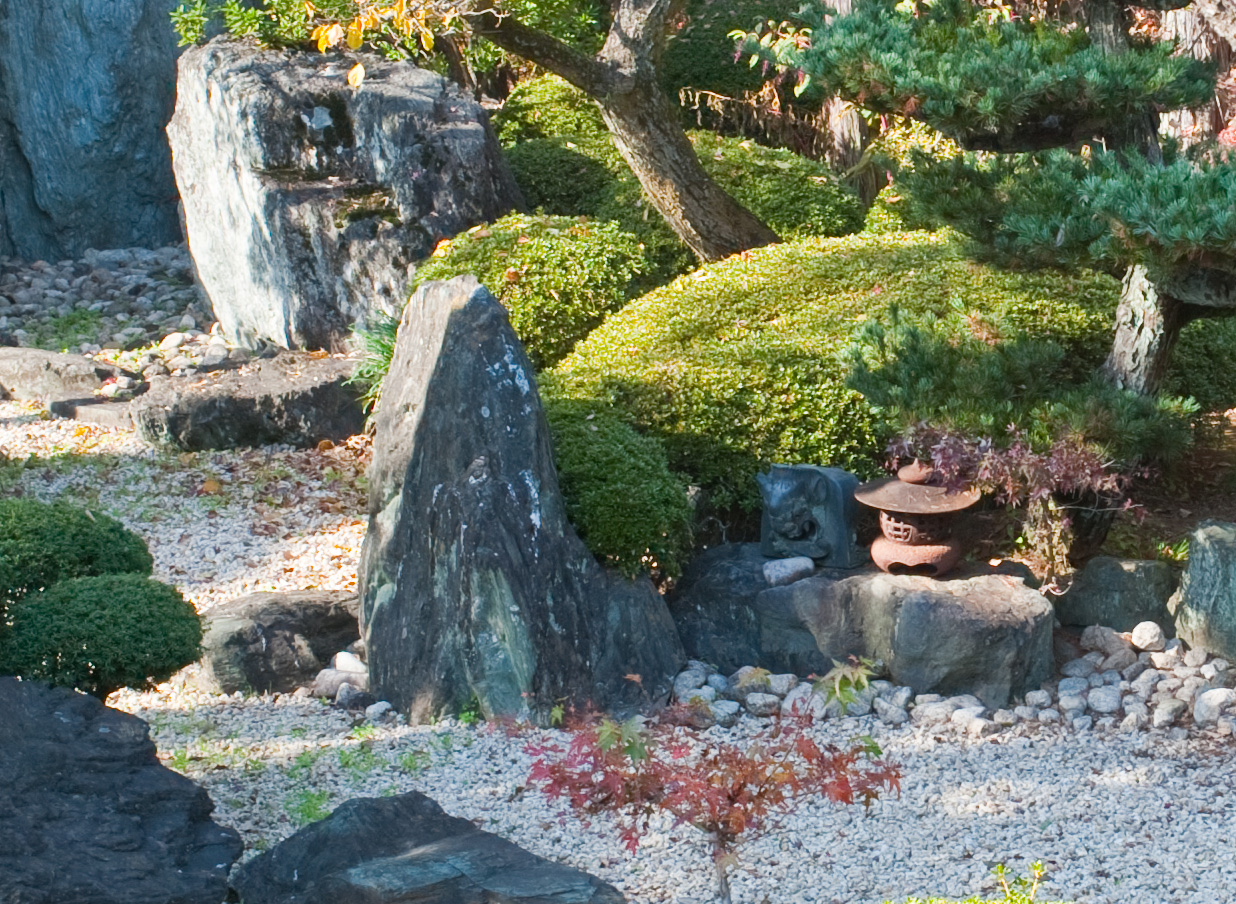
Оки-доро
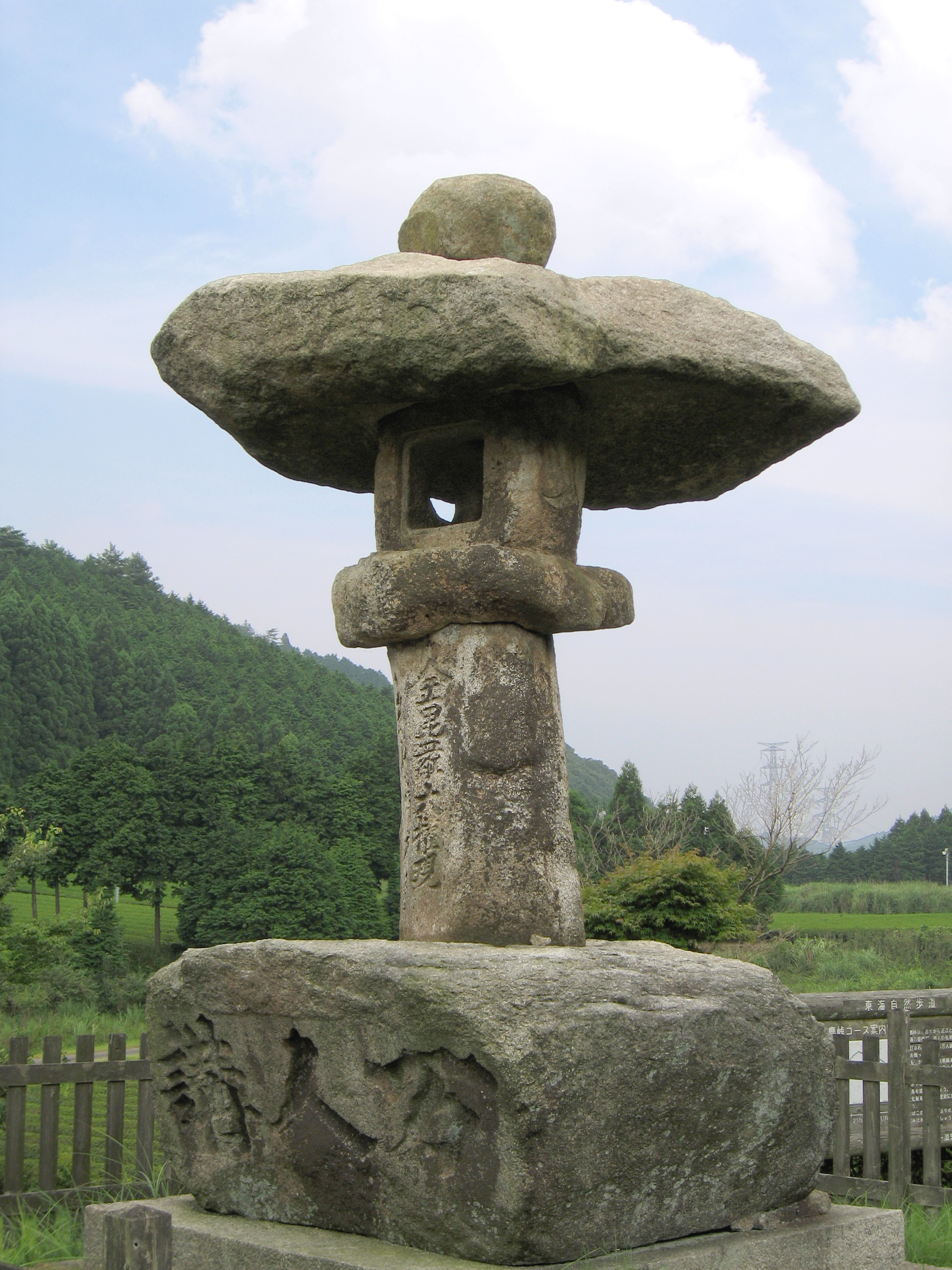
Нодзуро-доро
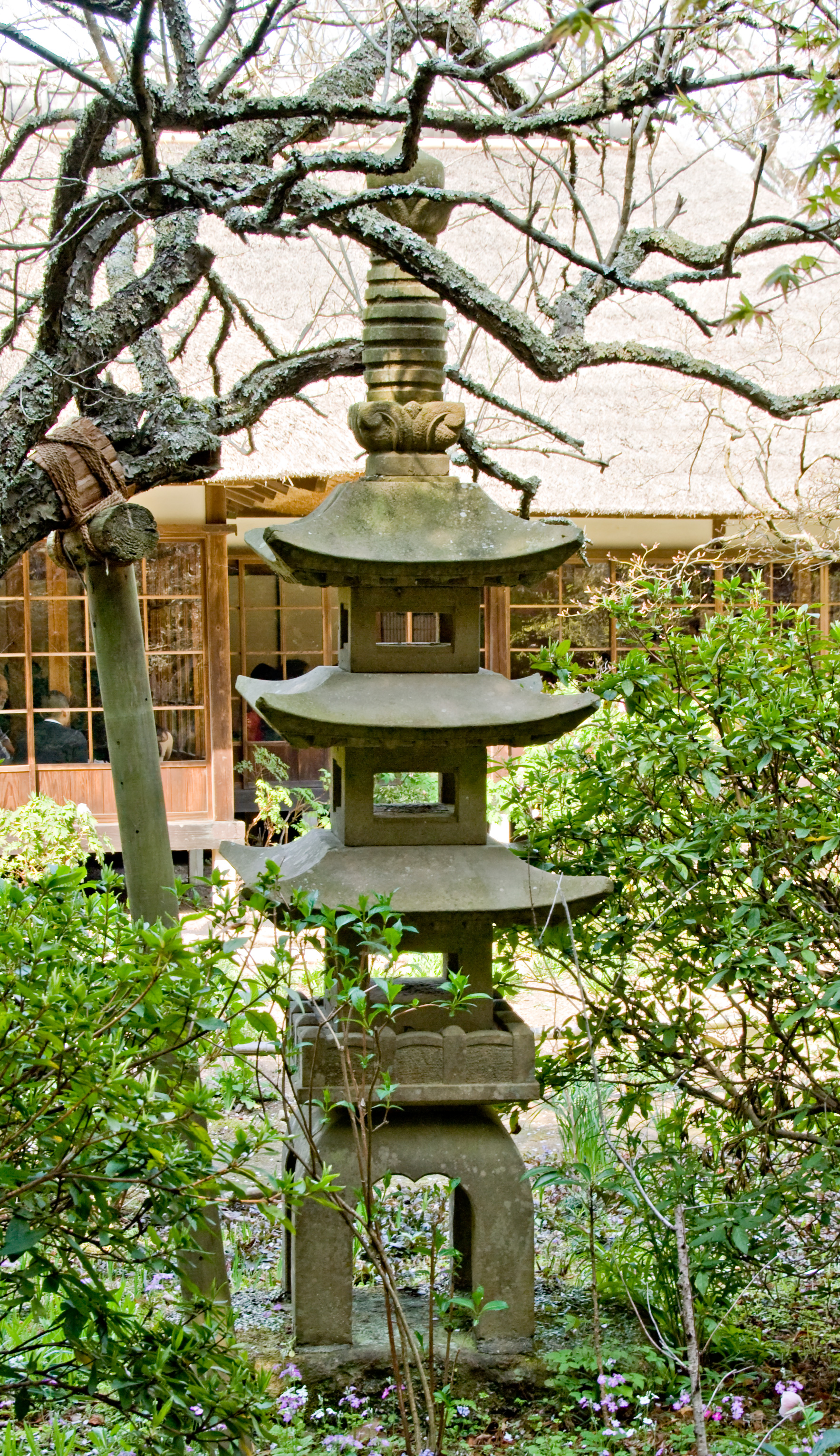
Светильник в форме пагоды
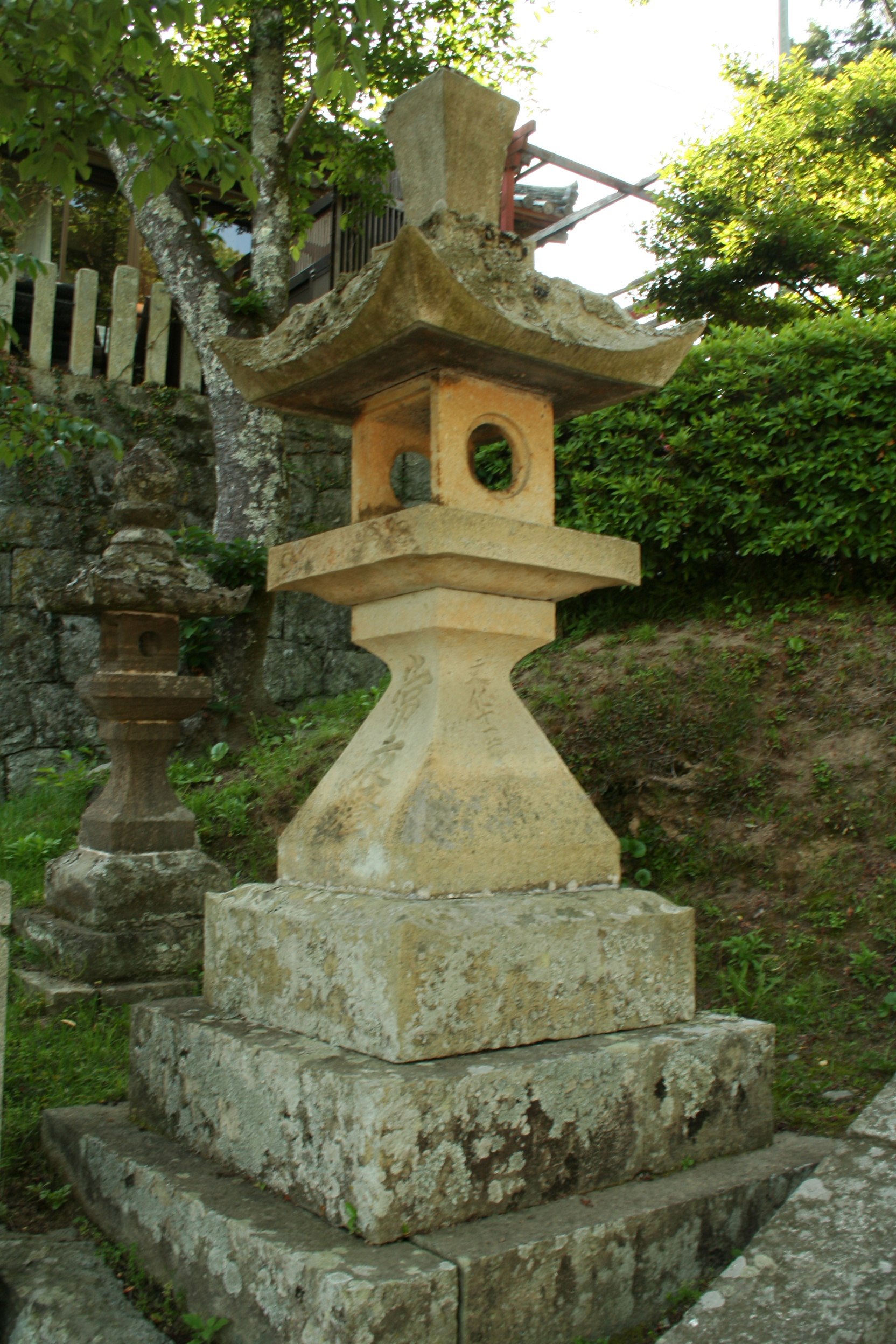
Каку-доро (яп. 角灯籠 Квадратный светильник)
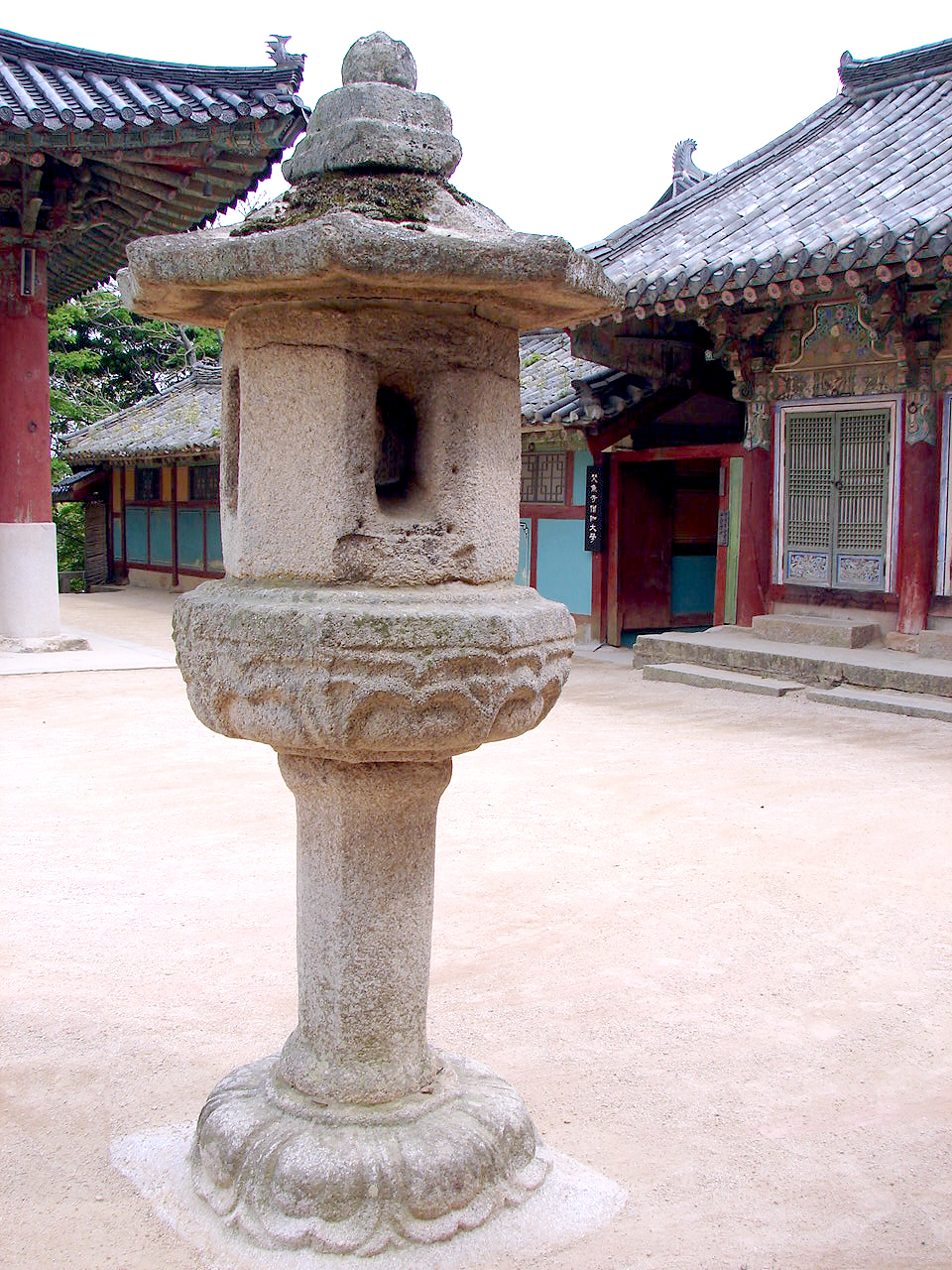
Каменный светильник из Кореи

### Светильники в варианте «Юкими-доро»

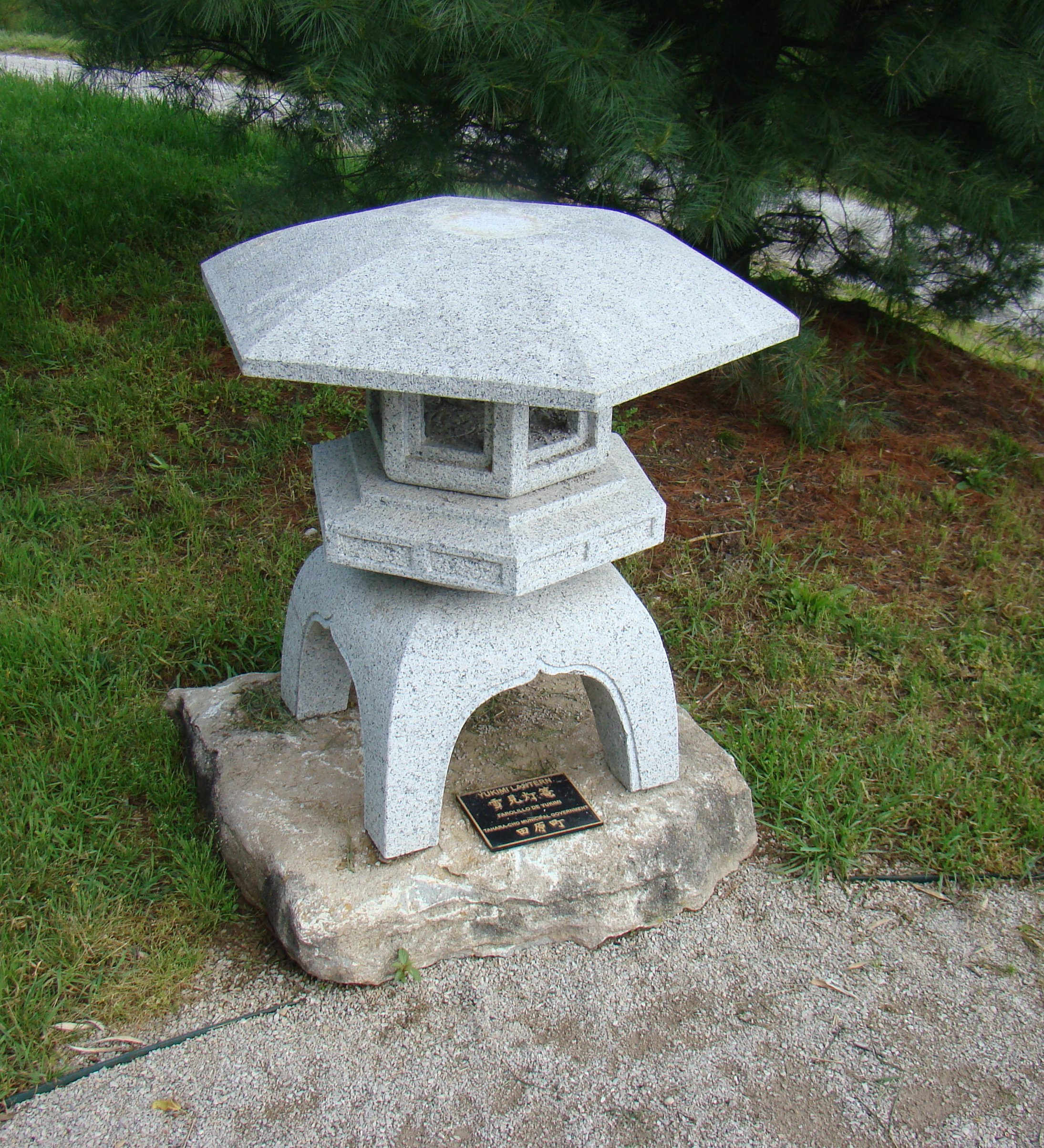
Юкими-доро  на четырёх ножках
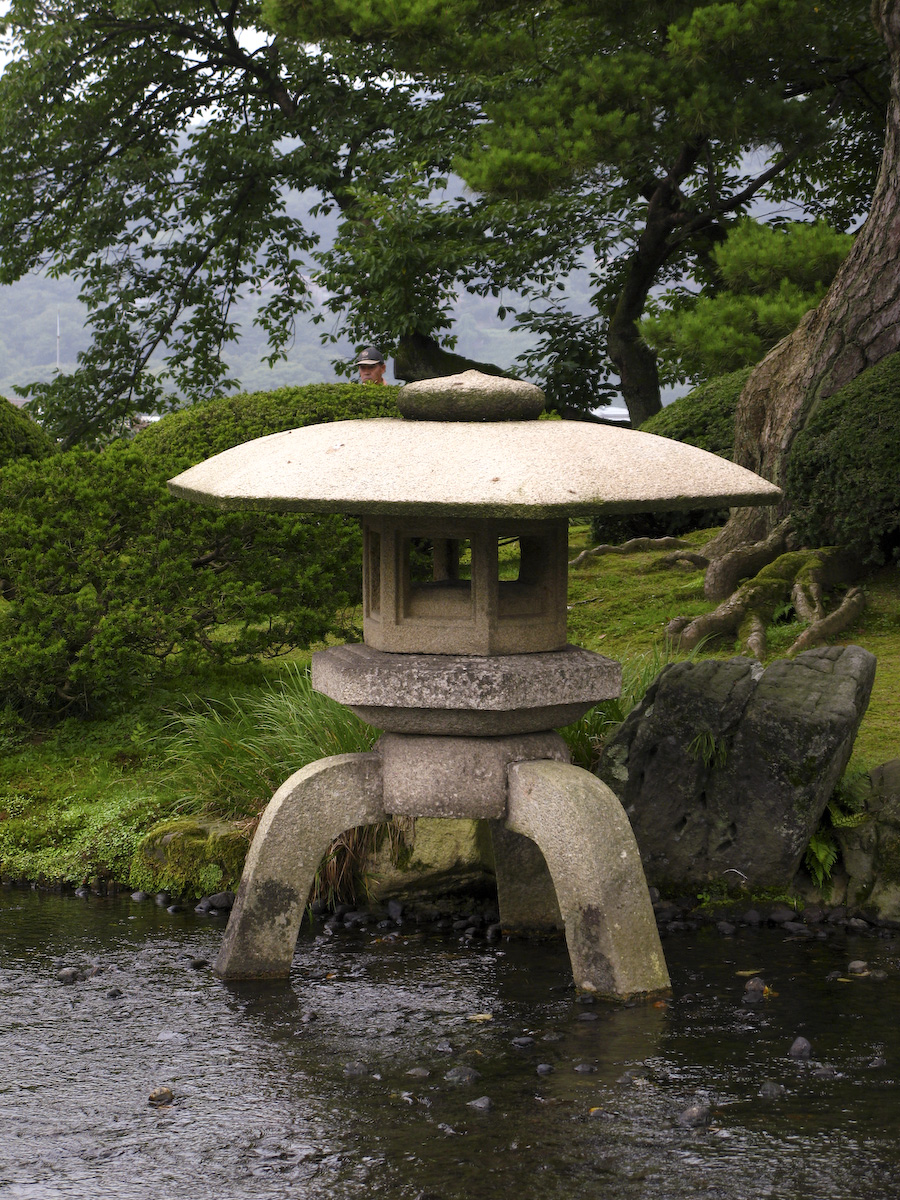
Трёхногий Юкими-доро. Одна нога расположена на земле, две — в воде
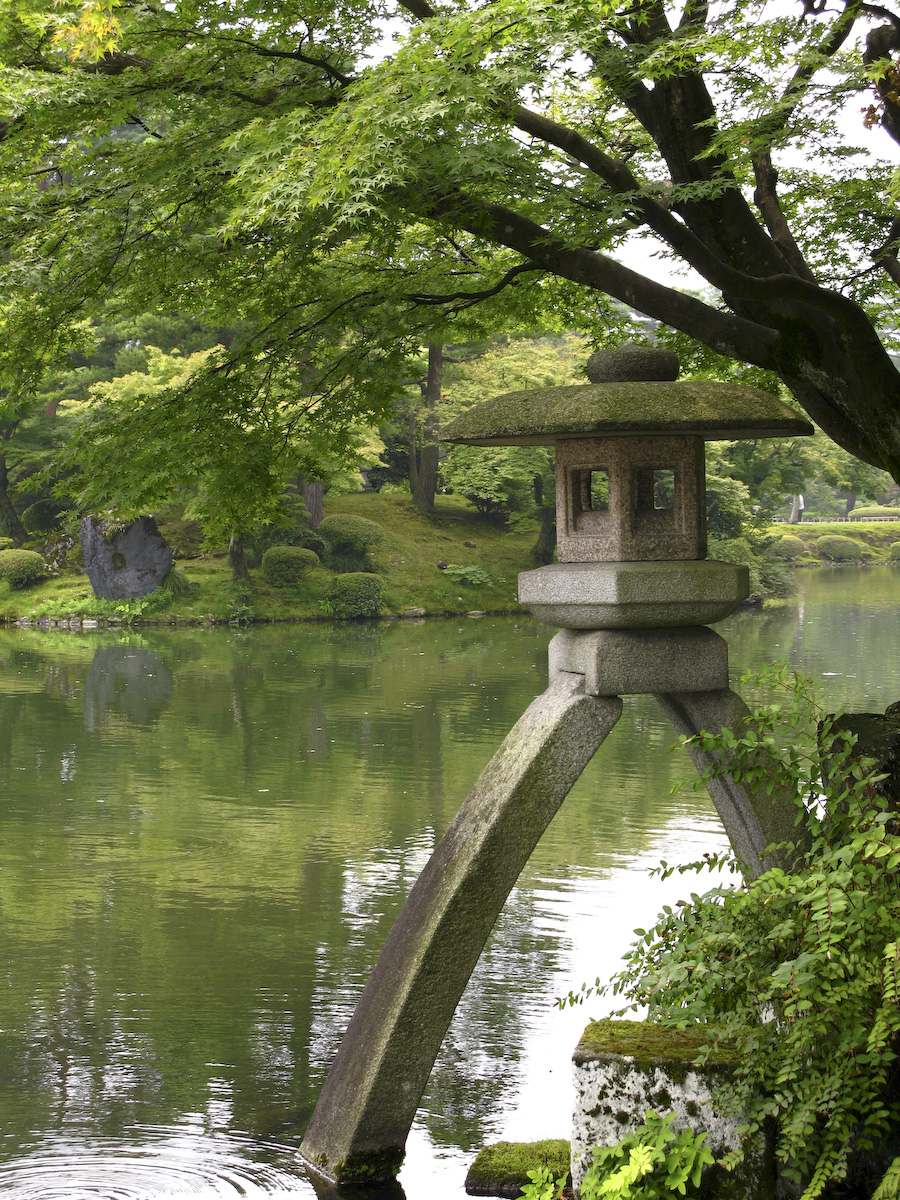
Юкими-доро на двух ногах
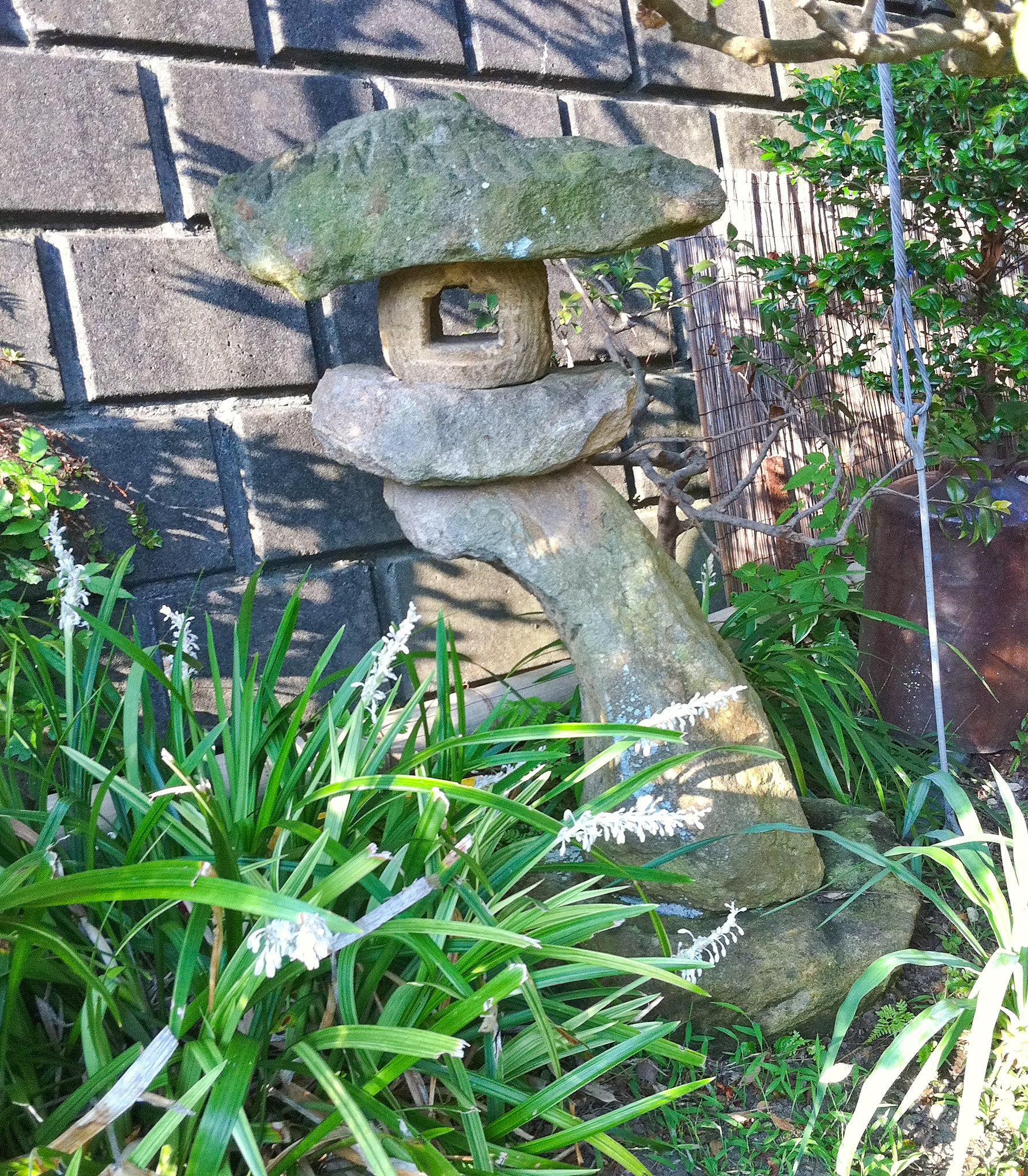
Юкими-доро на одной ноге